# Chilo psammathis
Chilo psammathis är en fjärilsart som beskrevs av George Francis Hampson 1919. Chilo psammathis ingår i släktet Chilo, och familjen Crambidae. Inga underarter finns listade i Catalogue of Life.